# Lauritz Hartz
Lauritz Berg Hartz, född 27 december 1903 i Frederiksberg, död 22 september 1987 i Nykøbing Sjælland, var en dansk målare.
Lauritz Hartz utbildades vid konstakademien i Köpenhamn. Han debuterade på Kunstnerernas Efteraarsudstilling 1925 och var medlem av Cornerudstillingen från dess start 1932. Hartz anslog först gärna romantisk mörka toner, liksom de av Jens Søndergaard påverkade så kallade "mørkermalerne" i tiden. Föredraget var brett och pastost och bibehöll någon tid framåt då och då palettknivens tjocka uppmurning, även sedan skalan omkring 1930 ljusnat i sensibla klanger av grönt, brunt och något blått. Efter inträdet i Cornergruppen lade Hartz nästan helt bort knivtekniken och arbetade med förtunnad färg, efter hand närmande sig akvarellens verkan. Redan under första hälften av 1930-talet väckte han särskilt i konstnärskretsar intresse genom sin lyriskt känsliga färg med ledande modulationer i grönt, vidare genom sin musikaliska formrytm i bildytan och genom sin besjälade, omedelbara och enkla uppfattning av helheten i en porträttmodell eller ett landskap. Han kom senare att ses som en av sin generations främsta målare i Danmark, trots att han genom sjukdom långa tider var förhindrad att måla. Lauritz Hartz färgbehandling uppvisar likheter med Erik Hoppes impulsiva och förnäma kolorism, och han har tagit tydliga intryck av Harald Giersing, vars abstrakt ornamentala målningar med en sparsam färgskala med en dominerande färg. Hartz målningar har dock ett personligt uttryckssätt, i sina målningar från 1940-talet med akvarellartade landskap av ett lättare målare ger ett intimare och mer poetiskt intryck än Giersing och Hoppes målningar. Ett tydligt uttryck för detta måleri ges av Trädgård med blommande fruktträd (1944) på Statens Museum for Kunst. Ett enklare motiv utgörs hans Landskap från Höve (1947).